# Hauset
Hauset è una frazione del comune belga di Raeren, parte della Comunità germanofona del Belgio, al confine con la Germania. Si trova a circa 260 m s.l.m. lungo il piccolo fiume Geul ai limiti della foresta di Aquisgrana. La popolazione è di circa 1 700 abitanti, per la quasi totalità germanofoni, la metà dei quali di cittadinanza tedesca, provenienti dalla regione urbana di Aquisgrana.

## Monumenti e luoghi d'interesse

### Architetture religiose
- Chiesa di San Rocco.